# Pirostilpnite
La pirostilpnite (simbolo IMA: Psti) è un minerale del gruppo della proustite appartenente alla famiglia dei "solfuri e solfosali" avente composizione chimica Ag3SbS3.

## Etimologia e storia
Lo scopritore della pirostilpnite è il mineralogista di Freiberg Johann Friedrich August Breithaupt (1791 – 1873), che annovera questo minerale tra le sue oltre 40 prime descrizioni di minerali. La prima menzione del nome "blenda di fuoco" risale al 1829; Breithaupt descrisse questo nuovo minerale nel 1832 e lo chiamò "blenda di fuoco nobile". Non ha fornito spiegazioni sulla scelta del nome, ma l'elevato contenuto di argento, pari a quasi il 60%, e la forte lucentezza adamantina potrebbero aver ispirato il nome. Il nome completo della località tipo è "Churprinz Friedrich August Erbstolln", Großschirma vicino a Freiberg.
Il nome pirostilpnite, utilizzato ancora oggi, deriva da James Dwight Dana. Inizialmente tradusse il termine di Breithaupt come "fireblende" solo parzialmente in inglese, ma in seguito scelse una lingua diversa nominò il minerale usando le parole greche πῦς ('pyr', fuoco) e στιλπνὀς ('stilpnos', splendore).
Il campione tipo del minerale è conservato nella Collezione mineralogica dell'Università di Freiberg con il numero di catalogo 6200 (olotipo) e 6205 (presumibilmente parte dell'olotipo) con i numeri di catalogo G5.5 e G5.6.

## Classificazione
Nella classica nona edizione della sistematica dei minerali di Strunz, aggiornata dall'Associazione Mineralogica Internazionale (IMA) fino al 2009, elenca la pirostilpnite nella classe "2. Solfuri e solfosali" e nella sottoclasse "2.G Solfoarseniuri, solfoantomoniuri, solfobismuturi"; questa viene ulteriormente suddivisa in base alla composizione e all'eventuale presenza di zolfo, in modo da trovare la pirostilpnite nella sezione "2.GA Neso-solfoarseniuri, ecc. senza S aggiuntivo" dove insieme a xantoconite forma il sistema nº 2.GA.10.
Tale classificazione viene mantenuta anche nell'edizione successiva, proseguita dal database "mindat.org" e chiamata Classificazione Strunz-mindat.
Nella Sistematica dei lapis (Lapis-Systematik) di Stefan Weiß la pirostilpnite si trova nella classe dei "solfuri e solfosali (solfuri, seleniuri, tellururi, arsenuri, antimoniuri, bismutidi)" e nella sottoclasse dei "solfosali (S : As,Sb,Bi = x)"; qui è nella sezione dei "solfosali con argento predominante (x=6,0 - 1,6)" dove forma il sistema nº II/E.07 insieme a debattistiite, eckerite, manganoquadratite, pirargirite, proustite, quadratite, samsonite e xantoconite.
Anche nella classificazione dei minerali secondo Dana, usata principalmente nel mondo anglosassone, elenca la pirostilpnite nella classe dei "solfuri e solfosali" e nella sottoclasse dei "solfuri - solfosali dove z/y > 3 - (A+)i(A2+)j[ByCz], A=metalli, B=semi-metalli, C=non-metalli"; questa viene più finemente suddivisa, in modo da trovare il minerale nel "gruppo della xantoconite" dove forma il sistema nº 03.04.02 insieme alla xantoconite.

## Abito cristallino
La pirostilpnite cristallizza nel sistema monoclino con il gruppo spaziale P21/c (gruppo nº 14) con i parametri reticolari a = 6,8629(6) Å, b = 15,8800(14) Å, c = 6,2711(5) Å e β = 117,087(2)°, oltre ad avere 4 unità di formula per cella unitaria.

## Modificazioni e varietà
La pirostilpnite è, oltre alla pirargirite, la seconda modificazione del composto Ag3[SbS3]. Rappresenta il dimorfo monoclino della pirargirite (che cristallizza nel sistema trigonale) e allo stesso tempo la sua modifica a bassa temperatura. La pirargirite e la pirostilpnite sono quindi polimorfi la cui temperatura di inversione è inferiore a 197 °C, per cui questa inversione avviene senza la formazione di ulteriori fasi. È noto da tempo che la pirostilpnite è stabile solo al di sotto dei 192 ± 5 °C. In lavori più recenti, la temperatura di trasformazione è stata determinata in 465 K (cioè 191,85 °C) ed è stata determinata un'entalpia DRH di 40,32 kJ/mol. Una coppia simile di solfosali d'argento è costituita da trechmannite e smithite; le differenze strutturali tra pirostilpnite e pirargirite sono maggiori di quelle tra trechmannite e smithite e ciò richiede anche entalpie di trasformazione maggiori.
Nonostante la bassa temperatura di inversione, la pirargirite può essere sintetizzata dai suoi elementi solo a temperature superiori 350 °C. I tentativi di sintetizzare la pirostilpnite non hanno avuto successo, probabilmente a causa del basso intervallo di temperatura in cui è stabile. Le temperature più basse a cui avvengono le reazioni in questo sistema sono già all'interno del campo di stabilità della pirargirite. Il punto di fusione dell'Ag3SbS3 (pirargirite) è 485 °C. L'esistenza di una formazione di soluzione solida completa tra proustite e pirargirite è fuori discussione, almeno ad alte temperature e si verifica almeno parzialmente a basse temperature. Studi recenti indicano che le soluzioni solide di proustite-pirargirite si riequilibrano raffreddandosi e si demiscelano in fasi con una composizione prossima a quella dell'elemento terminale. In natura sono rari gli esempi di soluzioni solide di composizione intermedia di pirargirite-proustite. Tuttavia, la formazione di soluzioni solide per la pirargirite e la pirostilpnite può essere esclusa a causa dei diversi gruppi spaziali di entrambi i minerali; tuttavia, sono state descritte intercrescite regolari di pirostilpnite e xantoconite.

## Proprietà chimico-fisiche

### Proprietà fisiche
I cristalli di pirostilpnite sono di un rosso giacinto brillante o rosso brunastro, rosso arancione e rosso fuoco, ma sempre più luminosi della pirargirite. Il colore dello striscio del minerale è descritto come giallo-arancio. I cristalli trasparenti hanno una caratteristica lucentezza simile a quella del diamante, che si riflette anche in una rifrazione della luce e in una birifrangenza estremamente elevate. Valori numerici per entrambi non ancora precisamente noti. Sulle superfici del pinacoide {010}, tuttavia, la pirostilpnite mostra una lucentezza perlacea. Il minerale presenta una scissione perfetta secondo (010) e una frattura concoide, ma è piuttosto flessibile in piastrine sottili. Con una durezza Mohs da 2 a un massimo di 2,5, la pirostilpnite è uno dei minerali teneri che possono essere graffiati con l'unghia, simile al gesso, minerale di riferimento (durezza 2). La densità calcolata è 5,97 g/cm³.
Nella luce riflessa, la pirostilpnite è grigia e significativamente meno blu della pirargirite. La riflettività è di circa il 25%. Il pleocroismo di riflessione è più piccolo rispetto alla pirargirite. Lo stesso vale per gli effetti di anisotropia, che sono difficili da rilevare a causa delle riflessioni interne. I riflessi interni sono di colore giallo, giallo-marrone e arancione-marrone, ma quasi mai rosso.
La pirostilpnite, simile alla proustite e alla pirargirite, è fotosensibile e scurisce la superficie quando esposta alla luce. Il minerale pertanto non va esposto alla luce solare e va conservato in un luogo buio.

### Proprietà chimiche
Dal punto di vista chimico, la pirostilpnite mostra un comportamento paragonabile a quello della pirargirite. Questa può essere fusa sul carbonio davanti al cannello a soffiatura mediante spruzzatura per formare una sfera, rivestendo il carbonio con triossido di antimonio (Sb2O3). La sfera produce un granello d'argento dopo un riscaldamento prolungato nella fiamma di ossidazione o con carbonato di sodio nella fiamma di riduzione. Nel tubo aperto, si formano vapori solforosi e un sublimato bianco di ossido di antimonio(III); nel pallone, un sublimato rosso di ossisolfuro di antimonio. Quando fuso con nitrato di ammonio, dà una soluzione di solfato d'argento e un residuo di triossido di antimonio e pentossido di antimonio (Sb2O3 + Sb2O5). Risulta decomposto dall'acido cloridrico con precipitazione di zolfo e triossido di antimonio. Diventa nero se riscaldato con una soluzione di idrossido di potassio; l'acido cloridrico quindi precipita in fiocchi arancioni di solfuro di antimonio dalla liscivia.

## Origine e giacitura
La pirostilpnite è stata trovata in vene idrotermali a bassa temperatura come minerale in fase avanzata; la paragenesi è con pirargirite, stephanite, acantite, argento nativo, miargirite, xantoconite, andorite VI e fizélyite.
Il minerale è stato trovato in diversi siti sparsi per il mondo; in Italia a Roccavignale (Liguria); Introbio e Primaluna (Lombardia); nella miniera di "Borgofranco" presso Borgofranco d'Ivrea (Piemonte); Muravera e San Vito (Sardegna).
Altri siti, solo per citarne alcuni, sono Lanreath (Cornovaglia, Inghilterra); Miglieglia (Svizzera); Malå (Svezia); Flesberg e Larvik (Norvegia); Kosovska Mitrovica (Kosovo). Il minerale è stato trovato in diverse miniere della Germania e in Francia è stato rinvenuto presso Pontivy e Castres.
Fuori dall'Europa, ci sono stati ritrovamenti in diverse contee degli Stati Uniti, in Marocco, Tailandia, Giappone, Russia e Messico.

## Morfologia
La pirostilpnite forma cristalli lunghi 1–2 mm, simili a lamine sottili secondo {010} e, per allungamento, paralleli a [001], simili a strisce. Sul pinacoide {010} si osserva spesso una striatura parallela a [101].
Le forme di superficie più importanti sono {010}, {210}, {141}, {141}, {111}, {101}, {101}, anche se di solito solo il pinacoide {010} mostra superfici chiare. Tutte le altre forme mostrano solo piccole aree strette nella zona [001] e nelle zone geometricamente equivalenti [101] e [101]. Di solito si tratta di cristalli con una superficie maggiore, mentre i cristalli con una superficie minore esistono solo lungo {010}, {111} e {111}.
L'intercrescita subparallela dà origine ad aggregati a forma di ciuffo, di ventaglio o di albero. Breithaupt aveva già paragonato questi aggregati con "cristalli curvi" simili a quelli della stilbite a causa della loro formazione molto simile. Sono comuni i gemelli dopo {100} con (100) come piano gemello e [001] come asse gemello. La geminazione determina l'aspetto pseudoortorombo dei cristalli.
Occasionalmente vengono recuperati anche cristalli più grandi. Il più grande cristallo di pirostilpnite conosciuto proviene dalla Andreaskreuzer Gang vicino a St. Andreasberg ed è lungo 10 mm e largo 4 mm.

## Utilizzi
Con un contenuto di argento di quasi il 60% in peso, la pirostilpnite è un minerale d'argento ricco e in passato è stato fuso insieme ad altri minerali d'argento; tuttavia, data la sua estrema rarità, il minerale è molto più interessante per i collezionisti. Otto Luedecke fa riferimento a un cristallo di pirostilpnite di 5 mm di diametro proveniente dalla vena Jacobsglück vicino a St. Andreasberg, che si trova nella collezione dell'allora Accademia mineraria di Clausthal, e per il quale si dice sia stato offerto il prezzo decisamente esorbitante di 1000 marchi (1882).